# Carl Hester
Carl Hester (Sark, 29 juni 1967) is een Brits ruiter, die gespecialiseerd is in dressuur. Hester maakte zijn Olympische debuut tijden de Olympische Zomerspelen 1992 in Barcelona op Giorgione. Met verschillende paarden deed Hester mee aan de van Olympische Zomerspelen 2004 en Olympische Zomerspelen 2008 zonder het behalen van medailles. Tijdens de Olympische Zomerspelen 2012 in Londen won Hester met het Britse team goud in de landenwedstrijd, tijdens deze spelen werd hij ook nog vijfde individueel dit was zijn beste klassering op de Olympische Zomerspelen.
Op de Olympische Zomerspelen 2016 in Rio de Janeiro won Hester met het Britse team zilver in de landenwedstrijd achter Duitsland, tevens werd hij individueel achtste.
Hester werd door koningin Elizabeth II in 2013 benoemd tot lid in de Orde van het Britse Rijk vanwege zijn verdiensten voor de paardensport.

## Resultaten

### Olympische Zomerspelen
| Jaar | Plaats         | Resultaten                                                        |
| ---- | -------------- | ----------------------------------------------------------------- |
| 1992 | Barcelona      | 16e individueel met Giorgione 7e team met Giorgione               |
| 2000 | Sydney         | 31e individueel met Argentile Gullit 8e team met Argentile Gullit |
| 2004 | Athene         | 13e individueel met Escapado 7e team met Escapado                 |
| 2012 | Londen         | 5e individueel met Uthopia · team met Uthopia                     |
| 2016 | Rio de Janeiro | 8e individueel met En Vogue · team met En Vogue                   |
| 2020 | Tokio          | 7e individueel met Nip Tuck · team met Nip Tuck                   |

### Wereldruiterspelen
| Jaar | Plaats    | Resultaten                                                             |
| ---- | --------- | ---------------------------------------------------------------------- |
| 2010 | Lexington | team met Liebling II                                                   |
| 2014 | Normandië | 12e Grand Prix Special met Nip Tuck · team met Nip Tuck                |
| 2018 | Tryon     | 9e Grand Prix Special met Hawtins Delicato · team met Hawtins Delicato |

1928: von Langen, Linkenbach, Lotzbeck ·
1932: Lesage, Marion, Jousseaume ·
1936: Pollay, Gerhard, Oppeln-Bronikowski ·
1948: Jousseaume, Saint-Fort Paillard, Buret ·
1952: Saint Cyr, Boltenstern, Persson ·
1956: Saint Cyr, Boltenstern, Persson ·
1964: Boldt, Klimke, Neckermann ·
1968: Neckermann, Klimke, Linsenhoff ·
1972: Petoesjkova, Kizimov, Kalita ·
1976: Boldt, Klimke, Grillo ·
1980: Kovsjov, Oegrjoemov, Misevitsj ·
1984: Klimke, Sauer, Krug ·
1988: Klimke, Linsenhoff, Theodorescu, Uphoff ·
1992: Balkenhol, Uphoff, Theodorescu, Werth ·
1996: Balkenhol, Schaudt, Theodorescu, Werth ·
2000: Werth, Capellmann, Salzgeber, Simons-de Ridder ·
2004: Kemmer, Schmidt, Schaudt, Salzgeber ·
2008: Kemmer, Capellmann, Werth ·
2012: Hester, Bechtolsheimer, Dujardin ·
2016: Rothenberger, Schneider, Bröring-Sprehe, Werth ·
2020: von Bredow-Werndl, Schneider, Werth ·
2024: Wandres, von Bredow-Werndl, Werth
- International Standard Name Identifier: 0000 0003 9583 3090
- Library of Congress Control Number: nb99046344
- Virtual International Authority File: 8532148705727337080001
- WorldCat: E39PBJd87RkHKcJTgcqYb6RqcP